# 134 Sophrosyne
134 Sophrosyne је астероид главног астероидног појаса. Приближан пречник астероида је 108 km,
а средња удаљеност астероида од Сунца износи 2,563 астрономских јединица (АЈ).
Инклинација (нагиб) орбите у односу на раван еклиптике је 11,596 степени, а орбитални период износи 1499,084 дана (4,104 године). Ексцентрицитет орбите астероида износи 0,115.
Апсолутна магнитуда астероида износи 8,76 а геометријски албедо 0,036.
Астероид је откривен 27. септембра 1873. године.